# Sphenomorphus striatopunctatum
Espèce
Synonymes
- Lygosoma punctatolineatum Boulenger, 1907
- Lygosoma striatopunctatum Ahl, 1925

Sphenomorphus striatopunctatum est une espèce de sauriens de la famille des Scincidae.

## Répartition
Cette espèce est endémique du Sri Lanka.

## Taxinomie
À l'origine cette espèce a été décrite par George Albert Boulenger sous le nom de Lygosoma punctatolineatum en 1907. Ce nom était préoccupé par Lygosoma punctatolineatum Boulenger, 1893 (actuellement Scincella punctatolineata (Boulenger, 1893)) et a été renommé en Lygosoma striatopunctatum par Ahl en 1925.

## Publications originales
- Ahl, 1925 : Herpetologische Notizen. Zoologischer Anzeiger, vol. 65, no 1/2, p. 18-20.
- Boulenger, 1907 : Description of a new lizard of the genus Lygosoma from Ceylon. Spolia Zeylanica, vol. 4, no 16, p. 173 (texte intégral).